# Iguanura geonomiformis
Iguanura geonomiformis là loài thực vật có hoa thuộc họ Arecaceae. Loài này được Mart. mô tả khoa học đầu tiên năm 1845.